# Salzburger Diktat

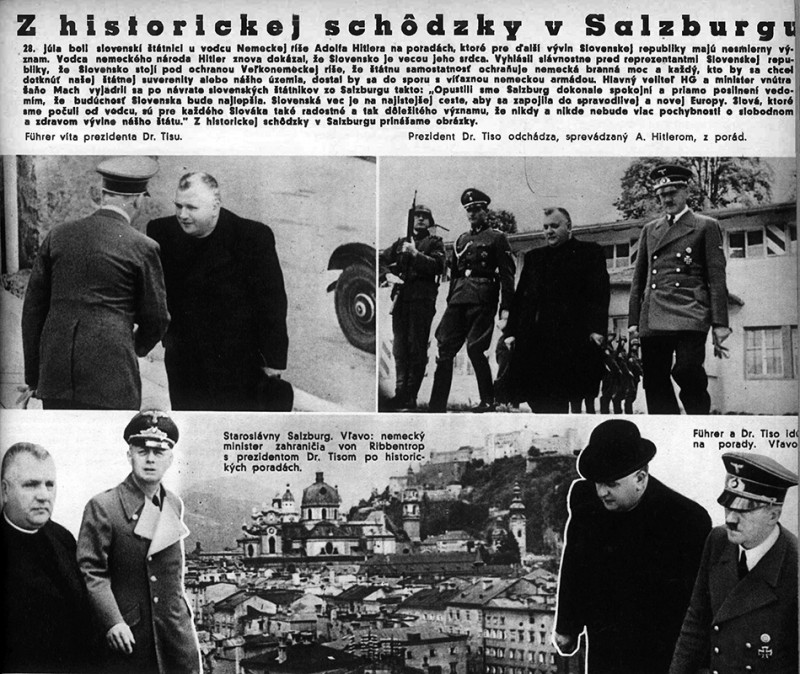
Bericht über die Verhandlungen in Salzburg im slowakischen Magazin Nový svet (1940)

Das Salzburger Diktat (slowakisch: Salzburgský diktát) bezeichnet die am 28. Juli 1940 in Salzburg durchgeführten Verhandlungen Adolf Hitlers und Joachim von Ribbentrops mit den slowakischen Politikern Jozef Tiso, Vojtech Tuka und Alexander Mach, aufgrund derer eine Umbildung der slowakischen Regierung zugunsten stärker deutschfreundlicher Kräfte durchgesetzt wurde.

## Ereignisse
Der deutsche Gesandte in Bratislava Hans Bernard äußerte sich Ende Juni 1940 folgendermaßen über den Grund für die „Verhandlungen“ in Salzburg:

„Es ist jetzt die Zeit gekommen, wiederum gerade mit Rücksicht auf die südosteuropäischen Staaten eindeutig klarzustellen, dass die Slowakei in unserem Lebensraum liegt, d. h. dass allein unsere Wünsche maßgebend sind.“

Ferdinand Ďurčanský, der bis dahin sowohl Innen- als auch Außenminister des Slowakischen Staates war und für eine möglichst vom Deutschen Reich unabhängige Außenpolitik eintrat, wurde durch die zwei nationalsozialistisch eingestellten, deutschfreundlichen Politiker Alexander Mach für das Innen- und Vojtech Tuka für das Außenressort abgelöst. Außerdem musste der von Staatspräsident Jozef Tiso erst am 21. Mai 1940 zum Oberbefehlshaber der Hlinka-Garde ernannte František Galan zurücktreten und seine Funktion wieder an Alexander Mach übergeben.
Darüber hinaus forderte Hitler von den slowakischen Politikern, ihre antijüdische Gesetzgebung an die des Dritten Reiches anzupassen.
Es erfolgte die Ernennung des ehemaligen SA-Führers Manfred von Killinger zum Gesandten in Bratislava. Dieser erklärte:

„Ich bin gewillt und werde es durchführen, die Slowakei so zu leiten, dass sie uns im Kriege wirtschaftlich 100 Prozent zur Verfügung steht und dass sie politisch so geführt wird, dass auch nicht der geringste Zweifel bestehen kann, dass sie im Kriege nicht auf Vordermann marschiert.“

Am 1. September 1940 wurde außerdem Dieter Wisliceny „Berater für Judenfragen“ bei der slowakischen Regierung.